# Giulio Giorello
Giulio Giorello (Milano, 14 maggio 1945 – Milano, 15 giugno 2020) è stato un filosofo, storico della scienza, matematico ed epistemologo italiano.

## Biografia
Giulio Giorello conseguì due lauree: la prima in Filosofia presso l'Università degli Studi di Milano nel 1968 (sotto la guida di Ludovico Geymonat), la seconda in Matematica all'Università degli Studi di Pavia nel 1971. Insegnò quindi Meccanica razionale presso la Facoltà di Ingegneria dell'Università degli Studi di Pavia, per poi passare alla Facoltà di Scienze fisiche e matematiche dell'Università degli Studi di Catania, di Scienze fisiche presso l'Università degli Studi dell'Insubria, sede di Como, e al Politecnico di Milano.
Ricoprì dal 1978 al 2015 la cattedra (già di Ludovico Geymonat) di Filosofia della scienza presso l'Università degli Studi di Milano; fu inoltre Presidente della SILFS (Società Italiana di Logica e Filosofia della Scienza) dal 2004 al 2008.
Nel marzo 2012 fu relatore al congresso nazionale del Grande Oriente d'Italia a Rimini.
Diresse la collana Scienza e idee di Raffaello Cortina Editore e collaborò, come elzevirista, alle pagine culturali del quotidiano milanese Corriere della Sera.
Vinse la IV edizione del Premio Nazionale Frascati Filosofia 2012. Fu attivo in rassegne culturali insieme allo scrittore Luca Gallesi.
È morto a Milano il 15 giugno 2020, presumibilmente per complicanze dovute al COVID-19. Tre giorni prima del decesso aveva sposato la compagna Roberta Pelachin. Il corpo è stato cremato al cimitero di Lambrate, ove le ceneri sono state poi portate nel Giardino del Ricordo, un luogo dove vengono sparse per essere assorbite dalla natura. Alla sua memoria, nel 2020 la Società Italiana di Logica e Filosofia delle Scienze ha istituito il Premio Giulio Giorello per la Filosofia della Scienza.

## Pensiero
Le sue prime ricerche riguardarono la filosofia e la storia della matematica e portarono alla pubblicazione del controverso volume Lo spettro e il libertino. Teologia, matematica, libero pensiero (1985). In seguito, Giorello divise i suoi studi tra la filosofia della scienza, con particolare riferimento alle discipline fisico-matematiche, e l'analisi dei vari modelli di convivenza politica. I suoi interessi includevano le tematiche del cambiamento scientifico e delle relazioni tra scienza, etica e politica.
La sua visione politica era di stampo liberaldemocratico. Nel 1981 curò con Marco Mondadori l'edizione italiana di Sulla libertà di John Stuart Mill. Giulio Giorello era ateo e scrisse al riguardo Senza Dio. Del buon uso dell'ateismo (2010) e Di nessuna chiesa. La libertà del laico (2010).

## Riconoscimenti
Il 2 novembre 2020 il Comune di Milano ha iscritto il suo nome nel Famedio, all'interno del Cimitero Monumentale.

## Opere

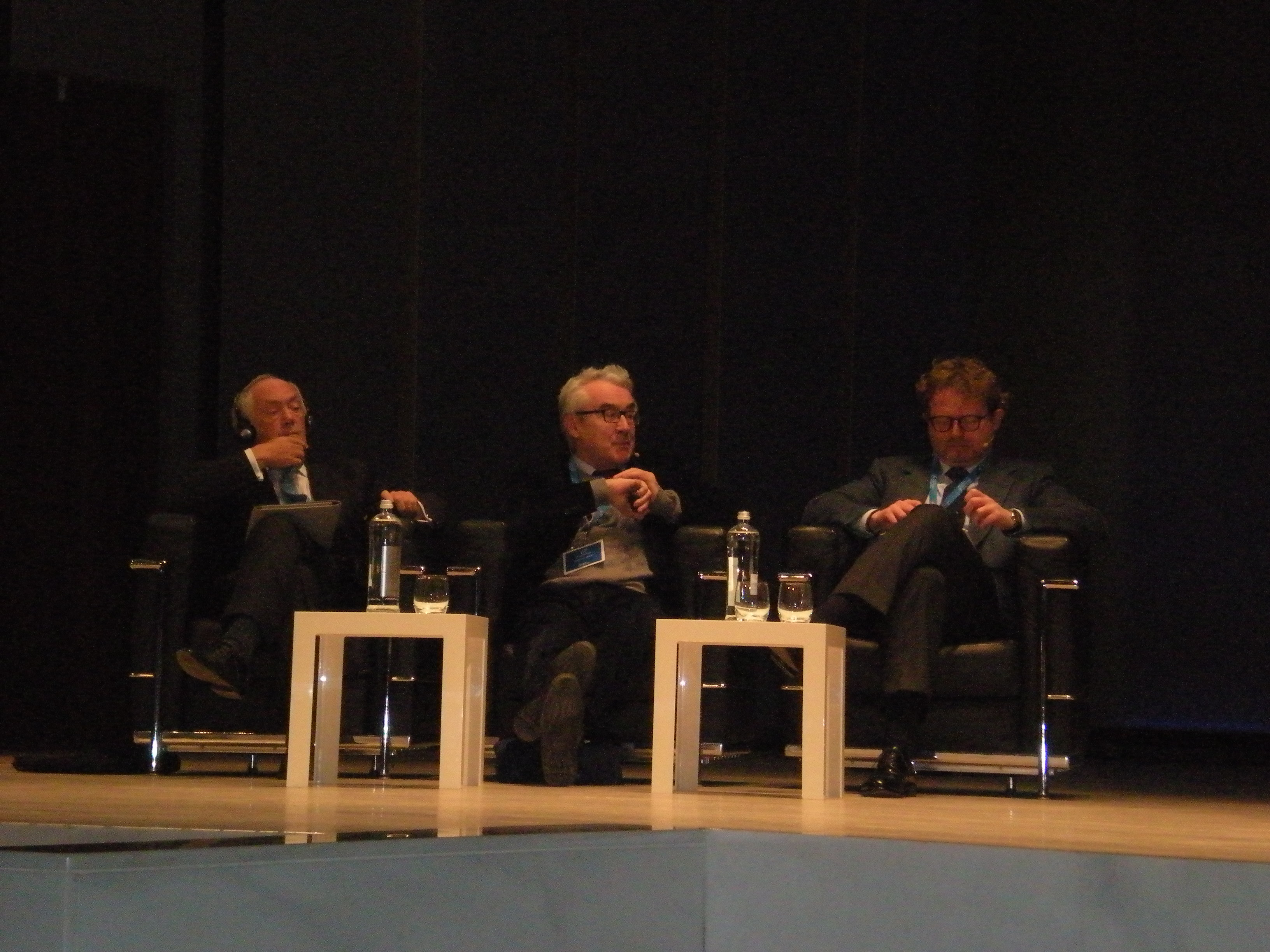
Giulio Giorello fra il prof. Peter Atkins (il primo da sinistra) e Giuseppe Testa, direttore del Laboratorio di Epigenetica delle cellule staminali, alla conferenza mondiale Science for Peace - Aula Magna Università Bocconi di Milano - 16 novembre 2013

- Saggi di storia della matematica, Milano, FER, 1974.
- Il pensiero matematico e l'infinito, Milano, UNICOPLI, 1982, ISBN 88-7061-160-4.
- Lo spettro e il libertino. Teologia, matematica, libero pensiero, Milano, A. Mondadori, 1985, ISBN 978-88-042-2467-9.
- G. Giorello-Ludovico Geymonat, Le ragioni della scienza, con la partecipazione e un'appendice di Fabio Minazzi, Roma-Bari, Laterza, 1986, ISBN 88-420-2767-7.
- Filosofia della scienza, Milano, Jaca Book, 1992, ISBN 88-16-43034-6.
- Isabella Colonnello, Le stanze della ricerca, Testi di G. Giorello e Claudio Ferrara, Milano, Mazzotta, 1992 e 2007, ISBN 88-202-1057-6.
- G. Giorello-Tullio Regge-Salvatore Veca, Europa universitas. Tre saggi sull'impresa scientifica europea, Collana Idee, Milano, Feltrinelli, 1993, ISBN 88-07-09038-4.
- Introduzione alla filosofia della scienza, Collana Strumenti, Milano, Bompiani, 1994, ISBN 88-452-2128-8.
- G. Giorello-Pietro Adamo, Quale Dio per la sinistra? Note su democrazia e violenza, Milano, UNICOPLI, 1994, ISBN 88-400-0342-8.
- G. Giorello-Donald Gillies, La filosofia della scienza nel XX secolo, Roma-Bari, Laterza, 1995, ISBN 88-420-4492-X.
- Lo specchio del reame. Riflessioni su potere e comunicazione, con Roberto Esposito, Carlo Sini e Danilo Zolo, Ravenna, Longo, 1997, ISBN 88-8063-113-6.
- G. Giorello-Mario Ricciardi, Secessioni, Collana Due punti, Milano, Il Saggiatore, 1998, ISBN 978-88-428-0609-7.
- G. Giorello-Michele Di Francesco, Epistemologia applicata. Percorsi filosofici, a cura di, Milano, CUEM, 1999, ISBN 88-6001-645-2.
- Kos. Rivista di medicina, cultura e scienze umane, Vol. 4: Dio, Patria e Famiglia (con Massimo Cacciari e Carlo Maria Martini), Milano, Editrice San Raffaele, 2000
- I volti del tempo, a cura di e con Elio Sindoni e Corrado Sinigaglia, Milano, Bompiani, 2001, ISBN 88-452-4973-5.
- Prometeo, Ulisse, Gilgameš. Figure del mito, Milano, Raffaello Cortina Editore, 2004, ISBN 88-7078-878-4.
- Di nessuna chiesa. La libertà del laico, Milano, Raffaello Cortina, 2005, ISBN 88-7078-975-6.
- Bruno Forte-G. Giorello, Dove fede e ragione si incontrano?, Cinisello Balsamo, San Paolo, 2006, ISBN 88-215-5720-0.
- G. Giorello-Umberto Veronesi, La libertà della vita, Milano, Raffaello Cortina, 2006, ISBN 88-6030-071-1.
- Il decalogo. I dieci comandamenti commentati dai filosofi, II, Non nominare il nome di Dio invano, con Gabriele Mandel, con CD, Milano, Albo Versorio, 2007, ISBN 978-88-89130-26-1.

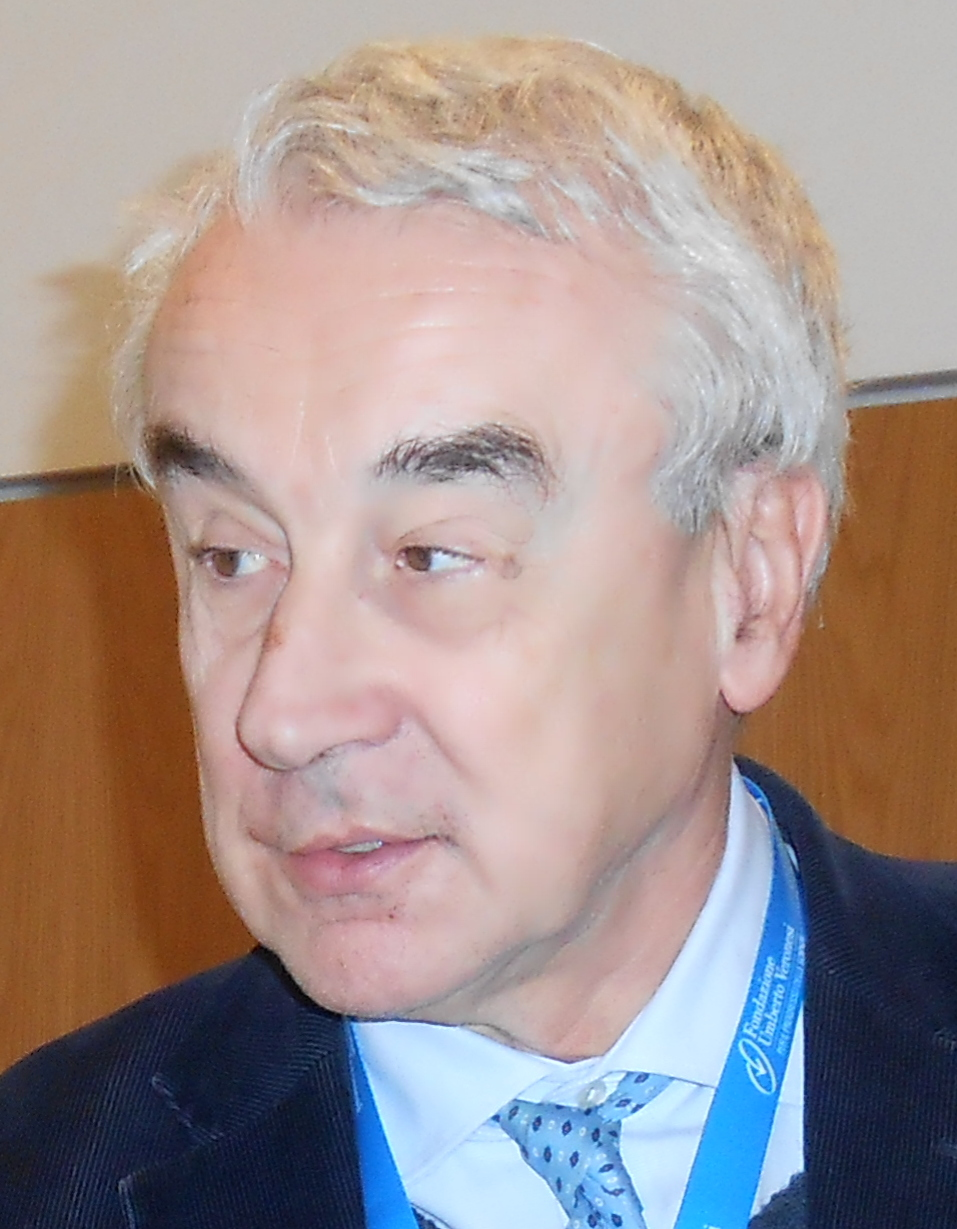
Giulio Giorello relatore al convegno internazionale "Science for Peace", Milano 14 novembre 2014

- Roberto Rampi-Giuseppe Vacca-G. Giorello, Nino: Appunti su Antonio Gramsci, Infoarte, 2007, ISBN 978-88-902-6301-9.
- Pier Luigi Gaspa-G. Giorello, La scienza tra le nuvole. Da Pippo Newton a Mr Fantastic, Milano, Raffaello Cortina, 2007, ISBN 978-88-6030-125-3.
- Libertà contro democrazia, Collana Saggi, Milano, Mondadori, 2007, ISBN 978-88-045-3942-1.
- G. Giorello-Dario Antiseri, Libertà. Un manifesto per credenti e non credenti, Milano, Bompiani, 2008, ISBN 978-88-452-6176-3.
- G. Giorello-Francesco D'Agostino, Il peso politico della Chiesa, Cinisello Balsamo, San Paolo, 2008, ISBN 978-88-215-6200-6.
- Viaggio intorno all'Evoluzione, con E. Sciarra, F. Eugeni, C. Venturelli, a cura di R. Mascella, Zikkurat Edizioni&Lab, 2008, ISBN 978-88-903-7873-7.
- Harsanyi visto da Giulio Giorello e Simona Morini (con Simona Morini), Milano, Luiss University press, 2008.
- Viandante del relativismo, Dialoghi con Marco Alloni, ADV, 2009, ISBN 978-88-792-2056-9.
- Albert Einstein, il Socrate della Fisica, Collana Alle 8 di sera, Palermo, Sellerio, 2009, ISBN 978-88-389-2450-7.
- G. Giorello-Edoardo Boncinelli, Lo scimmione intelligente. Dio, natura e libertà, Milano, Rizzoli, 2009.
- Introduzione a Apostolos Doxiadis e Christos H. Papadimitriou, Logicomix, Milano, Guanda, 2010, ISBN 978-88-6088-168-7.
- Lussuria. La passione della conoscenza, Collana Intersezioni, Bologna, Il Mulino, 2010, ISBN 978-88-151-3329-8.
- Senza Dio. Del buon uso dell'ateismo, Milano, Longanesi, 2010.
- G. Giorello-Carlo Maria Martini, Ricerca e Carità. Due voci a confronto su scienza e solidarietà, a cura di D. Modena, Milano, Editrice San Raffaele, 2010, ISBN 978-88-966-0320-8. - Milano, Longanesi, 2015, ISBN 978-88-304-4240-5.
- Se ti spiegassi la scienza?, Dialoghi con Marco Alloni, Reggio Emilia, Aliberti, 2011, ISBN 978-88-742-4762-2.
- Il tradimento. In politica, in amore e non solo, Milano, Longanesi, 2012. ISBN 978-88-304-3164-5. Premio Nazionale Rhegium Julii Saggistica.[13]
- Lutero e Calvino: coscienza e istituzione, Book Time, 2012, ISBN 978-88-621-8199-0.
- G. Giorello-Ilaria Cozzaglio, La filosofia di Topolino, Milano, Guanda, 2013, ISBN 978-88-235-0244-4.
- La lezione di Martini. Quello che da ateo ho imparato da un cardinale, Piemme, 2013, ISBN 978-88-566-3255-2.
- G. Giorello-Paolo Vineis, Scienza, religione, e modernità. Caligara Lectures 2013, Giappichelli, 2014, ISBN 978-88-348-4709-1.
- G. Giorello-Edoardo Boncinelli, Noi che abbiamo l'animo libero. Quando Amleto incontra Cleopatra, Collana Le spade, Milano, Longanesi, 2014, ISBN 978-88-304-3832-3.
- G. Giorello-Pietro Adamo, Diritti a sinistra, Collana Schegge, Indiana, 2014, ISBN 978-88-974-0414-9.
- Il fantasma e il desiderio, Collana Saggi, Milano, Mondadori, 2015, ISBN 978-88-046-5834-4.
- Libertà, Collana I sampietrini, Torino, Bollati Boringhieri, 2015, ISBN 978-88-339-2353-6.
- L'incanto e il disinganno: Leopardi. Poeta, filosofo, scienziato, Biblioteca della Fenice, Milano, Guanda, 2016, ISBN 978-88-235-1406-5.
- Piero Coda-G. Giorello, Dio? Dove e quando, Collana Saggi, Imprimatur, 2016, ISBN 978-88-683-0377-8.
- G. Giorello-Vincenzo Barone, La matematica della natura. Raccontare la matematica, Collana Intersezioni, Bologna, Il Mulino, 2016, ISBN 978-88-152-5416-0.
- G. Giorello-Elio Sindoni, Un mondo di mondi. Alla ricerca della vita intelligente nell'universo, Collana Scienza e Idee, Milano, Raffaello Cortina, 2016, ISBN 978-88-603-0842-9.
- L'etica del ribelle. Intervista su scienza e rivoluzione, a cura di Pino Donghi, Collana Saggi Tascabili, Roma-Bari, Laterza, 2017, ISBN 978-88-581-1969-3.
- La libertà e i suoi vincoli, Roma, Castelvecchi, 2017, ISBN 978-88-694-4639-9.
- Remo Bodei-G. Giorello-Michela Marzano-Salvatore Veca, Le virtù cardinali. Prudenza, temperanza, fortezza, giustizia, Collana I Robinson.Letture, Roma-Bari, Laterza, 2017, ISBN 978-88-581-2763-6.
- G. Giorello-Pier Luigi Gaspa, Giardini del fantastico. Le meraviglie della botanica dal mito alla scienza in letteratura, cinema e fumetto, ETS, 2017, ISBN 978-88-467-4923-9.
- Libertà di pensiero. Giordano Bruno, John Stuart Mill e Paul K. Feyerabend, Collana Volti, Milano, Mimesis, 2017, ISBN 978-88-575-5158-6.
- G. Giorello-Giuseppe Sabella, Società aperta e lavoro. La rappresentanza tra ecocrisi e intelligenza artificiale, Cantagalli, 2019, ISBN 978-88-687-9733-1.
- G. Giorello-Pino Donghi, Errore, Collana Parole Controtempo, Bologna, Il Mulino, 2019, ISBN 978-88-152-8520-1.
- La danza della parola. L'ironia come arma civile per combattere schemi e dogmatismi, Collana Orizzonti, Milano, Mondadori, 2019, ISBN 978-88-047-2038-6.
- Apocalisse letto da G. Giorello. I libri della Bibbia, Piemme, 2020, ISBN 978-88-566-7705-8.
- La filosofia di Tex e altri saggi. Dal fumetto alla scienza, Prefazione di Roberto Festi, Postfazione di Gianfranco Manfredi, Collana Il caffè dei filosofi, Milano, Mimesis, 2020, ISBN 978-88-575-6639-9.
- G. Giorello-Vittorio Sgarbi, Il bene e il male. Dio, Arte, Scienza, Milano, La nave di Teseo, 2020, ISBN 978-88-939-5028-2.
- Le avventure della libertà, a cura di Antonio Carioti, Milano, RCS MediaGroup-Corriere della Sera, 2021.
- La filosofia di Dylan Dog e altri incubi, Milano, Mimesis Edizioni, 2023, ISBN 9788857595719.